# スーパーエイジス
スーパーエイジスは、1970年代にジャニーズ事務所に在籍したバンドグループである。前身グループはハイソサエティー。

## グループ名変遷
「スーパーエイジ」　→　「スーパーエイジス」　→　「村田勝美とスーパーエイジス」

## 主要メンバー
永田英二 （ボーカル、愛称・英ちゃん、英坊）
バンドグループ脱退後には「八田英二」→「八田英史」→「八田英士」→「永田英士」と、幾度も改名を繰り返している。ジャニーズ事務所退所後は、更に「長田栄二」と名を改め、1987年3月3日に「（株）オフィス・タッチ」という音楽事務所を創立し、代表取締役に就任、IZAMなどの音楽アーティストを育てた。
高橋洋一（現 髙橋洋一、Yoichi J. Takaashi） （リーダー、キーボード、ギター）
脱会後は、バークリー音楽院に留学、ハーバード医大にも行き、本格派な音楽家として活躍。
日本音楽著作権協会正会員や医学界ではAHA（米国心臓協会）、日本循環器学会会員プレミアムプロフェッショナルメンバーでも活躍。
1974年に脱退し米国留学。帰国後に「たのきん3球コンサート」にて音楽担当を務め、その後は多くのCM音楽やドラマの音楽を担当し、特に火曜サスペンス劇場を十年間レギュラー、NHK朝の連続テレビ小説等を担当し、日本でも有数な音楽家と成る。現在では、国際的な音楽家として世界で活躍中。
村田勝美 （ドラム、高橋脱退後のリーダー）
愛称・カッちゃん。滋賀県大津市出身。弟は元・プロボクサーの村田英次郎。
星克己 （ボーカル、ギター）
ハーフの人物。元・渡辺プロダクション所属の歌手。1972年の第4回ポプコンにも「岩渕リリ&星克己」として出場し、『雪と少女のファンタジア』を披露した。（同曲は後に「星克己と大橋純子」名義でリリースされ、ニッポン放送のラジオ番組『コッキーポップ』のテーマ曲にもなった。
現在ワンズファーザーというバンドでヴォーカルとギターを担当している　活躍場所(新宿ルイードk4)他　ホームページあり(http://ones-father.com/index.html)
東京・大阪・中国などでライブを行っている、オリジナルを中心に60年代から80年代のカバー曲などをステージで行っている
https://web.archive.org/web/20160304101928/http://8402.teacup.com/char380202/bbs

## 補佐メンバー
増田順 （サイドギター、初期に参加）
デビー辻野 （下記のルーベン辻野の兄）（ギター）
元々は渡辺プロダクションに所属し、本名である「辻野デビット」の名で、弟のルーベンと共に「ロックンロールサーカス」や「クリスタルボール」といったバンドで活動していた。　この「スーパーエイジス」を経た後は、弟と2人で「デビー&ルーベン」を結成。　更に後に、「デビッド辻野」に改名して、同じく弟と共に「クエッション」のメンバーとしてレコードデビューした。 ジャニーズ事務所を退所後は、「TAO」というバンドを結成し「David Mann」というアーティスト名で活動。1983年に自ら作曲したテレビアニメ『銀河漂流バイファム』の主題歌「Hello, Vifam」は、日本のアニメ初の英語詞による主題歌として人気を博した。 2006年2月には、アメリカのロサンゼルスで「PinkLips69」というバンド（女性との2人組）を結成し、「翔（Sho）」というアーティスト名で活動している。このバンドでは、先のTAO時代の楽曲「Hello, Vifam」をリメイクしたり、長野県の「伊那ケーブルテレビ」で『TAKE OFF』という番組を持ったりしている。
ルーベン辻野 （上記のデビー辻野の弟）（ドラム）
1975年に少しだけ参加。　元々は渡辺プロダクションに所属し、本名である「辻野リューベン」の名で、兄のデビーと共にバンド「ロックンロールサーカス」や「クリスタルボール」で活動していた。　この「スーパーエイジス」を経た後、兄と2人で「デビー&ルーベン」を結成。　更に後に、「リューベン辻野」に改名して、同じく兄と共に「クエッション」のメンバーとしてレコードデビューした。 ジャニーズ事務所を退所後は、Charのバックドラマーを経て、「リューベン」に改名。そして「リューベン&カンパニー」というバンドを結成し、レコードデビューを果たした。 その後は、原田真二のバンドに参加。2002年には松田聖子のコンサートツアーに同行し、ドラムを担当。 また、某専門学校にてドラムの講師も務めている。
徳永じゅん （ドラム）
後に兄弟バンドである「アニメーション」に異動した為、徳永に関する詳細はそちらに記載。
- この他にも最低2名以上のメンバーが参加。中には外国人のメンバーも居た。

## 概要
- 1973年、前身となるグループ「ハイソサエティー」に、永田英二を正式にヴォーカリストとして迎え入れる事で誕生した。　しかし実際の活動内容は、永田を除いた残りのメンバーだけで、フォーリーブスらジャニーズファミリー全般のバックバンドをする事が主だった。　そのバックバンド活動の際、合間で歌を披露する事もあったが、永田が居ない為に星克己がずっとボーカルをとっていた。
- メンバーは実に流動的で入れ替わりが激しかった。 まずリーダーの高橋が音楽留学の為に度々渡米。帰国する度にグループに参加していたものの、1975年に脱退。　また、不定期で参加するサポート的なメンバーなどが多数居り、最終的には延べ10名以上が参加した。
- 結成当初は「スーパーエイジ」というグループ名だった。 そして後期になってリーダーの高橋が抜けると、「村田勝美とスーパーエイジス」という名前で活動していた。
- 1975年には村田勝美や辻野兄弟らが、「スーパーエイジス」と並行して「クエッション」というバンドを発足。1976年2月に『雨がふってきた』という曲でレコードデビューした。 このクエッションは後に、「村田勝美&ハイクエッチョンズ」へと進化していった。

## 主な活動歴

### テレビドラマ
星克己
- どっこい大作 （1973年11月26日、NETテレビ） 第46話「母さんにカンパイ!!」にゲスト出演。 赤木春恵の息子の山崎一郎役。
- UFO大戦争 戦え! レッドタイガー （1978年、東京12チャンネル） 天野太陽役 現在　ワンズファーザーというバンドを結成しライブハウス(新宿ルイードK4)などで活躍中(東京・大阪・中国などでライブを行っている)

### ステージ
スーパーエイジス
- 第54回ウエスタン・カーニバル～ばらとみかんとバイオリンと　「ジャニーズ・ファミリー・フェスティバル」 （1975年8月27日、日本劇場）

デビー&ルーベン
- 第54回ウエスタン・カーニバル～ばらとみかんとバイオリンと　「ジャニーズ・ファミリー・フェスティバル」 （1975年8月27日、日本劇場）

リューベン&カンパニー
- リーベン&カンパニー・スプリング・フェスティバル・イン日劇 （1979年3月29日&30日、日本劇場）